# Grădiștea (Călărași)
Grădiștea is een Roemeense gemeente in het district Călărași.
Grădiștea telt 4731 inwoners.